# Sicya erebata
Sicya erebata är en fjärilsart som beskrevs av Charles Oberthür 1912. Sicya erebata ingår i släktet Sicya och familjen mätare. Inga underarter finns listade i Catalogue of Life.